# 邢伯
邢伯（？—前528年），又作邢侯，中国春秋时期晋国大夫，申公巫臣的儿子。
前555年十月二十九日，晋国和齐国平阴之战，齐军夜里逃走。邢伯告诉中行献子说：“有马匹盘旋不进的声音，齐军恐怕逃走了。”前528年，邢侯和雍子争夺鄐地的土田，很长时间也没有调解成功。士景伯去楚国，叔鱼代理他的职务。韩宣子命叔鱼判案，雍子把女儿嫁给叔鱼，叔鱼宣判邢侯有罪。邢侯发怒，在朝廷上杀了叔鱼和雍子。韩宣子询问叔向，叔向说：“雍子知道自己有罪，而用女儿作为贿赂来取得胜诉；叔鱼出卖法律，邢侯擅自杀人，三个人的罪状相同。杀了活着的人示众、暴露死者的尸体。自己有罪而掠取别人的美名就是昏，贪婪而败坏职责就是墨，杀人没有顾忌就是贼。《夏书》记载的皋陶的刑法，‘昏、墨、贼’，都要处死。”于是就杀了邢侯陈尸示众，把雍子和叔鱼的尸体在市上示众。《汉书·古今人表》将他定位九等下下。